# Monarca de gorja castanya
El monarca de gorja castanya (Myiagra castaneigularis) és un ocell de la família dels monàrquids (Monarchidae).

## Hàbitat i distribució
Habita els boscos de les illes de Vanua Levu i Viti Levu, de l'arxipèlag de les Fiji

## Taxonomia
Antany es considerava yiagra castaneigularis part de Myiagra azureocapilla. Actualment es consideren espècies diferents arran treballs com ara Andersen et al. 2015